# Battaglia del fiume Rapido
La battaglia del fiume Rapido venne combattuta dal 20 al 22 gennaio 1944 nel corso della campagna d'Italia durante la seconda guerra mondiale. La battaglia fu in realtà combattuta sul fiume Gari.
Il generale statunitense Mark Clark, nel tentativo di sfondare le munite difese tedesche della linea Gustav, ordinò di attraversare il fiume Gari, a sud di Cassino, da una divisione di fanteria texana che tuttavia, dopo aver passato il corso d'acqua su imbarcazioni, si trovò in grande difficoltà sotto il fuoco dei panzergrenadier tedeschi appostati sulla riva occidentale del fiume. Gli americani subirono perdite elevatissime e furono contrattaccati; dopo due giorni i superstiti ripassarono il fiume; due reggimenti furono distrutti e l'attacco dovette essere interrotto.
Grandi controversie seguirono alla sconfitta americana, il generale criticò i suoi subordinati che a loro volta polemizzarono con il comandante della 5ª Armata per le sue tattiche troppo avventate. Si trattò, comunque, di una delle più pesanti sconfitte subite dall'Esercito americano durante la seconda guerra mondiale e fu anche oggetto di un'indagine del Congresso per stabilire le responsabilità del disastro.

## Battaglia sulla linea Gustav
Alla fine dell'anno 1943 la campagna d'Italia degli alleati era ormai giunta a una svolta decisiva; dopo la conferenza di Teheran, i dirigenti supremi politico-militari anglo-americani avevano finalmente deciso di dare la massima priorità all'apertura del secondo fronte in Europa e quindi ridurre l'importanza delle operazioni nella penisola italiana. Il generale Dwight D. Eisenhower, designato comandante supremo dell'operazione Overlord, lasciò in dicembre il teatro mediterraneo e ritornò a Londra, poco dopo anche il generale Bernard Montgomery cedette il comando dell'8ª Armata al generale Oliver Leese e rientrò in Gran Bretagna; sette esperte divisioni anglo-americane vennero ritirate dal fronte in attesa di essere trasferite per prendere parte allo sbarco in Normandia.
In realtà Winston Churchill continuava ad assegnare grande importanza alla campagna d'Italia e, pur avendo condiviso in generale i progetti per il secondo fronte, riteneva essenziale, strategicamente e politicamente, ottenere una grande vittoria in Italia, distruggere le armate tedesche e sfruttare il successo in direzione dell'Europa sud-orientale per anticipare l'arrivo dell'Armata Rossa. Anche i comandanti anglo-americani in Italia erano impegnati, nonostante l'indebolimento delle loro forze, a mantenere la pressione sul nemico e raggiungere importanti obiettivi strategici e propagandistici; in particolare il generale Mark Wayne Clark, comandante della 5ª Armata statunitense, era assolutamente deciso a ottenere una prestigiosa vittoria entrando per primo con le sue truppe in Roma.
L'andamento delle operazioni nell'ultima parte dell'anno 1943 tuttavia era stato in complesso deludente per gli eserciti alleati; di fronte all'abile tattica difensiva impiegata dal feldmaresciallo Albert Kesselring, comandante supremo tedesco in Italia, e alle esperte divisioni della Wehrmacht, l'offensiva invernale si era arrestata, dopo la costosa conquista dei primi capisaldi difensivi tedeschi della linea Bernhardt, sulla molto più solida linea Gustav imperniata sulle posizioni del fiume Rapido-Gari, di Cassino e del fiume Garigliano. Il generale Fridolin von Senger und Etterlin, comandante del 14º Panzerkorps, difendeva queste solide linee naturali con quattro divisioni; nel settore meridionale era schierata la 94ª Divisione fanteria, l'accesso alla valle del fiume Liri, il corso del Rapido e la città di Cassino erano presidiati dalla 15. Panzergrenadier-Division, mentre il settore settentrionale era occupato dalla 44ª Divisione fanteria e dalla 305ª Divisione fanteria.

## L'attacco sul fiume Gari
La strategia del generale Clark prevedeva la creazione di due teste di ponte lungo il corso del fiume Gari (erroneamente definito durante la guerra fiume Rapido, sia dai tedeschi sia dagli americani) nei pressi di Sant'Angelo in Theodice, frazione di Cassino. Lo scopo era di creare le condizioni favorevoli a buttare alcuni ponti e consentire così il passaggio dei carri armati della 1ª divisione corazzata americana ed entrare in profondità nella Valle del Liri. Nel frattempo, più a sud, la 46th Infantry Division britannica avrebbe dovuto superare il Garigliano davanti al paese di Sant’Ambrogio. L'inizio delle operazioni fu fissato per la notte fra il 20 e il 21 gennaio 1944.

### 20 gennaio
A nord di Sant'Angelo, verso le 21 del 20 gennaio, i primi fanti americani del I battaglione del 141º reggimento fanteria riuscirono a imbarcarsi sulle barche e i canotti, ma soltanto un centinaio di loro arrivò ad attraversare il fiume raggiungendo la riva occidentale. I tedeschi assiepati sulla sponda opposta, infatti, reagirono non solo con mitragliatrici e mortai, che distrussero molte delle imbarcazioni, ma con un violento fuoco di artiglieria, tale da sconvolgere i reparti americani che tentavano di raggiungere la sponda orientale. Non andò meglio alla 46th Infantry Division inglese che fu sorpresa non dal fuoco nemico, ma dalla forte corrente del fiume che travolse le piccole imbarcazioni con cui i soldati provavano ad attraversarlo.

### 21 gennaio
Il giorno seguente i britannici annullarono l'operazione. Al contrario, gli americani perseverarono nel tentativo di superare il fiume Gari. Tuttavia, furono contrastati da un pesante fuoco di artiglieria nemico che colpì inesorabilmente la sponda orientale del fiume. I reparti che nonostante ciò erano riusciti a raggiungere la riva occidentale, furono invece bloccati da un preciso fuoco di mitragliatrici e mortai.

### 22 gennaio
I tentativi di superare il fiume Gari continuarono anche il giorno seguente con la 36th Infantry Division. Il tentativo di buttare un ponte Bailey, tuttavia, fallì sotto un diluvio di granate dell'artiglieria tedesca. Nel frattempo, le compagnie che erano comunque riuscite ad attestarsi sulle sponde occidentali del Gari, rimasero isolate ed esposte ai contrattacchi tedeschi. Quel giorno, tra gli americani, si contarono 460 prigionieri e 240 morti. Fu quindi deciso di interrompere i tentativi di attraversamento del fiume.

### 23-24 gennaio
Sebbene le operazioni di attraversamento si fossero concluse la sera precedente, la resistenza dei reparti che erano riusciti a passare il fiume si protrasse per tutta la giornata del 23, specie nella zona a nord-est di Sant'Angelo, ma furono soppressi dai tedeschi.
Nel giorno seguente ai tedeschi non rimase che rastrellare le zone a ovest del fiume, battute da un violento fuoco di artiglieria, uccidendo o catturando i soldati americani, rimasti ormai isolati e perduti sulla riva occidentale. Furono, quindi, spenti gli ultimi focolai di resistenza di isolati gruppi di soldati americani che ancora combattevano, giunti al limite della sopportazione fisica e rimasti senza munizioni.

## Bilancio e conclusioni
Nel suo libro “The calculated risk" il generale Clark fece ammontare le perdite americane in questa azione, a non meno di 1681 uomini di cui: 141 morti, 663 feriti e 877 dispersi. In realtà, si ritiene che le perdite siano state decisamente superiori.
In seguito, alla fine della guerra, i veterani della 36ª Divisione chiesero e ottennero un'inchiesta che accertasse le responsabilità del generale Clark in questo disastro. Clark uscì indenne da questa inchiesta in quanto venne sostenuto che l'attacco della 36ª Divisione al Rapido era stato necessario e aveva sottratto le riserve tedesche dalla zona di Anzio, e cioè proprio nelle prime ore critiche dello sbarco, limitando le perdite nella zona dello sbarco e facilitando la costruzione della testa di ponte.
La storiografia militare ha, però, accertato che nessun soldato tedesco era stato sottratto da Anzio per partecipare alla difesa dall'attacco della 36ª Divisione. La 15. Panzergrenadier-Division respinse da sola l'attacco con l'impiego dell'artiglieria, che già stava sul fronte di Cassino.
La vittoria dei tedeschi fu possibile grazie al fatto che Montecassino, il terreno montuoso situato a nord e a ovest di questo, e Monte Majo si trovavano nelle loro mani. In quest'area avevano i posti di osservazione l'artiglieria e il 71º Reggimento di panzergrenadier tedesco, e da qui essi potevano controllare l'intera zona dell'attacco della 36ª Divisione e una gran parte del retroterra del II Corpo americano.

## Curiosità
I motivi della confusione tra Rapido e Gari, presente anche in numerosi libri di storia che trattano delle quattro battaglie di Cassino, non sono chiari. Secondo una teoria, l'errore di denominazione nasce dal fatto che tedeschi e americani usavano le stesse carte topografiche tratte dall'Istituto Geografico Militare, che aveva continuato la sua produzione presso le officine grafiche di Firenze, dopo l'8 settembre 1943. Nelle cartine in scala 1:100 000, vi sarebbe stato appunto tale errore.
La vicenda tornò alla ribalta nazionale nel 2007, dalle memorie di un anziano, all'epoca dei fatti residente in una zona collinare a sud di Cassino, il quale ricordò che nella primavera del 1943, accompagnò più volte l'ufficiale dell'Esercito Italiano Paolo Baffi a disegnare la mappa della vallata sottostante. Stando al suo racconto, quindi, sarebbe riconducibile a Baffi l'errore cartografico, che avrebbe determinato un errore di valutazione nel pianificare l'attraversamento del fiume. I parenti di Baffi, tuttavia, smentirono l'accaduto per incongruenze temporali nel racconto dell'anziano. La smentita arrivo anche da accademici dell'Università degli Studi di Cassino e storici della seconda guerra mondiale, secondo i quali il fallimento dell'operazione non fu provocato da un errore nell'individuare il punto di attraversamento, ma nella strategia d'attacco stabilita dal generale Mark Clark.
In effetti, la denominazione del fiume, Rapido o Gari, non avrebbe importanza nella valutazione sull'andamento della battaglia. Gli anglo-americani conoscevano molto bene i due fiumi attraverso i rilievi effettuati durante le ricognizioni aeree. Le case di S. Angelo in Theodice, disposte parallelamente al Gari per alcune decine di metri, erano alquanto più elevate rispetto al letto della corrente e furono minate per creare dei fortini all'interno delle rovine. Il persistente fuoco dei tedeschi proveniente dai loro avamposti strategici sulla riva opposta avrebbe dovuto far apparire con estrema chiarezza agli anglo-americani come perdente la propria posizione e indurli a desistere dal tentativo di attraversare il fiume per tentare invece altre soluzioni.